# Gaglioppo
Le gaglioppo est un cépage italien de raisins noirs.

## Origine et répartition géographique
Il provient probablement de la Grèce. Le magliocco canino serait une forme dégénérée du gaglioppo.
Il est classé cépage d'appoint en DOC Bivongi, Cirò, Donnici, Melissa, Pollino, Sant'Anna di Isola Capo Rizzuto, San Vito di Luzzi, Savuto, Scavigna et Verbicaro. Il est classé recommandé ou autorisé dans de nombreuses provinces des régions Calabre, Sicile et Sardaigne. En 1998, il couvrait 7 017 ha.

## Caractères ampélographiques
- Extrémité du jeune rameau duveteux blanc verdâtre à liseré carminé.
- Jeunes feuilles aranéeuses, blanc jaunâtre.
- Feuilles adultes, à 5 lobes avec des sinus supérieurs en V ouvert, un sinus pétiolaire en U ou en lyre plus ou moins ouverts, des dents anguleuses, étroites, un limbe plus ou moins aranéeux.

## Aptitudes culturales
La maturité est de troisième époque : 30 jours après le chasselas.

## Potentiel technologique
Les grappes sont moyennes à grandes et les baies sont de taille moyenne. La grappe est conique ou pyramidale, ailée et compacte. Le cépage est de bonne vigueur préférant une taille courte. Le gaglioppo resiste bien à la sécheresse et au gel mais il est sensible au mildiou et à l'oïdium.
Les vins sont très alcooliques. Il est généralement vinifié avec des cépages blancs et noirs.

## Synonymes
Le gaglioppo est connu sous les noms de aglianico di Cassano, arvino, gaglioppa, gaglioppa nera, gaglioppo di Ciro, gaglioppo nero, gaglioppo Paesano, gagliuoppo, gaioppo, gallaffa, galaffa, galloppo, Galloppolo, galoffa, lacrima, lacrima di Cosenza, lacrima nero, maghioccu nero, magliocco, magliocco antico, magliocco dolce, magliocco tondo, magliocco ovale, magliocolo nero, mantonico nero, montonico nero, uva Navarra